# Chemische Reaktionstechnik
Die Chemische Reaktionstechnik oder Chemische Verfahrenstechnik ist ein Untergebiet der Verfahrenstechnik bzw. der Technischen Chemie.

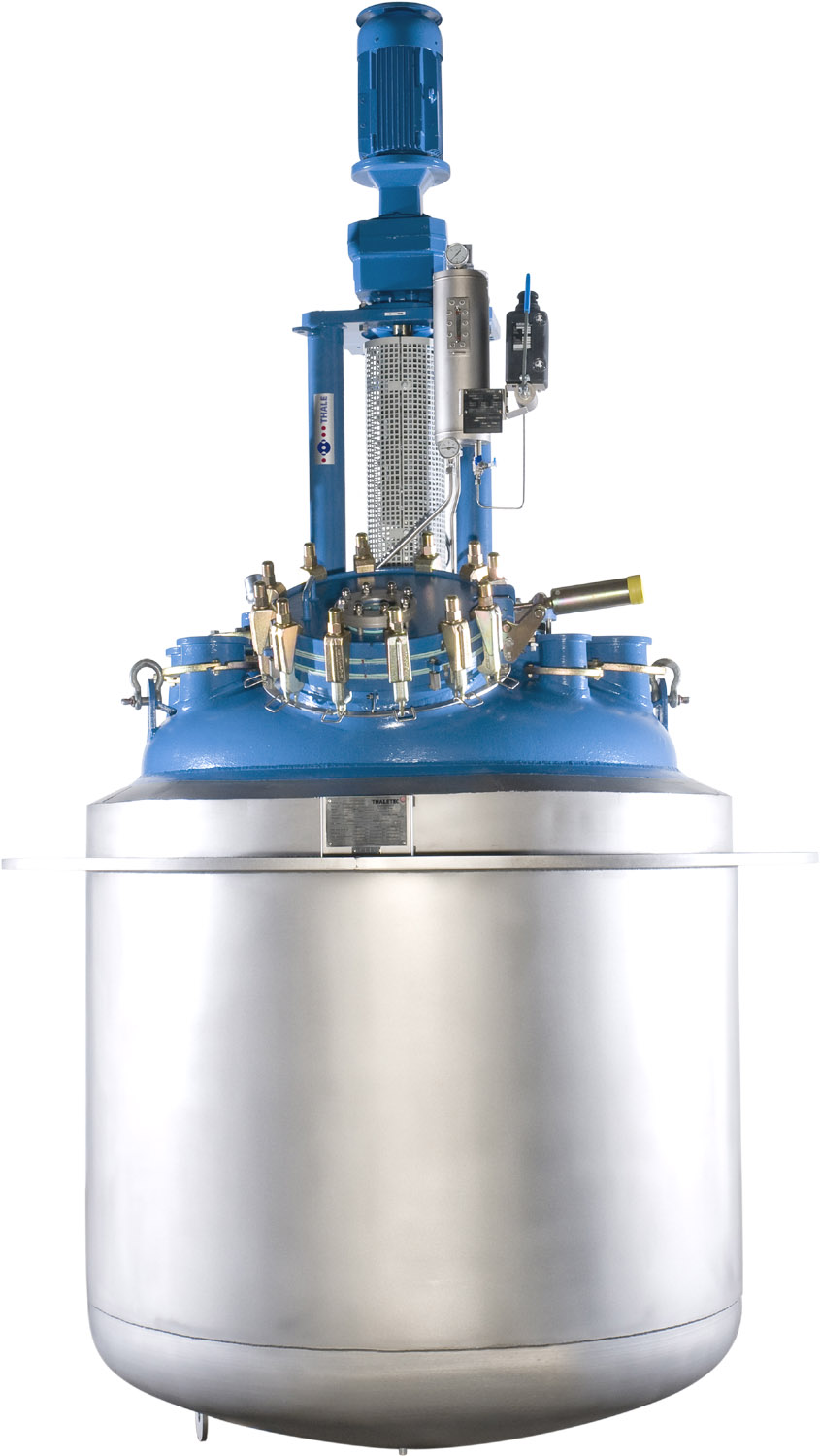
Rührbehälter

Kernaufgabe ist die Auslegung folgender Eigenschaften von chemischen Reaktoren:
- die Betriebsweise (kontinuierlich, diskontinuierlich)
- die Art, Größe und das Material
- die Betriebsbedingungen (Druck, Temperatur, Konzentration, Katalysatoren, Reinheit des Ausgangsmaterials).

Bevor eine Produktion in einen größeren Maßstab geht, wird die Umsetzung zunächst an kleineren Labor- oder Technikumsanlagen geprüft.
Die Prüfung erfordert grundlegende Kenntnisse über die in den Reaktoren zur Anwendung kommenden chemischen Reaktionen.
Dabei ist es erforderlich, dass die Stoffbilanz durch die Stöchiometrie eindeutig geklärt ist. Neben der chemischen Hauptreaktion können bei Druck- oder Temperaturänderungen auch Nebenprodukte durch Nebenreaktionen wie zum Beispiel Parallel- und Folgereaktionen entstehen (Reaktionsnetzwerk). Es ist wichtig diese Nebenreaktionen zu kennen.
Wichtig ist ferner die Energiebilanz. Während bei Umsetzungen im Labormaßstab die Wärmetönung im Reaktionsgefäß eine eher untergeordnete Rolle spielt, kann bei großen Reaktoren die zugeführte oder abgegebene Wärmemenge einer chemischen Umsetzung nicht mehr vernachlässigt werden. Grundlage für Wärmeberechnungen liefert die chemische Thermodynamik.
Der dritte wichtige Faktor ist die Zeitbilanz einer chemischen Reaktion. Hierbei spielt die chemische Kinetik, d. h. die veränderte Reaktionsgeschwindigkeit bezüglich Temperatur, Konzentration eine wichtige Rolle. Über die Zeitbilanz lässt sich beispielsweise die tägliche Produktionsmenge eines chemischen Produktes in einer entsprechend dimensionierten Anlage berechnen.
Zielsetzung ist die Bestimmung der optimalen Reaktorauslegung, wobei neben möglichst geringen Investitionen und den Betriebskosten, insbesondere Kosten für Rohstoffe und Energie, auch Randbedingungen beachtet werden müssen wie sicherheitstechnische Fragestellungen oder Auswirkungen von Nebenprodukten auf nachfolgende Verfahrensschritte.
Die Betriebskosten sind im Wesentlichen vom Energiebedarf (Wärmehaushalt des Reaktors) und von der im Reaktor erreichbaren spezifischen Produktleistung bestimmt. Betrachtet man nur die stoffliche Seite der Optimierung, dann kann man auch postulieren, dass im Reaktor eine möglichst hohe Spezifische Produktleistung erhalten werden sollte, – dies ist gleichbedeutend mit einer minimalen Raumzeit. Die Optimierung der spezifischen Produktleistung ist ganz grundsätzlich von den Eigenschaften der chemischen Reaktion geprägt und kann mit den Mitteln der Konzentrationsführung und der Stoffstromführung und natürlich indirekt auch der Temperaturführung verwirklicht werden.
Die Investitionen hängen – abgesehen von betriebswirtschaftlichen Aspekten – sehr stark vom Reaktorvolumen und von der apparativen Aufwendigkeit ab. Mit der Optimierung der Spezifischen Produktleistung ist aber automatisch eine Minimierung des Reaktorvolumens verknüpft (minimierte Raumzeit).
Zur Lösung der vorgestellten Aufgaben muss der Reaktionstechniker Kenntnisse auf folgenden Gebieten anwenden:
- Chemische Reaktionskinetik und hier insbesondere Kinetik komplexerer Reaktionen (Reaktions-Netzwerke) sowie fundamentale Kenntnisse zu Reaktionsmechanismen.
- Chemische Katalyse, homogene und heterogene Katalyse (Mikro- und Makrokinetik Heterogen Katalytischer Reaktionen). Etwa 80 % der in der chemischen Industrie durchgeführten Reaktionen sind katalytisch.
- Grundtypen Chemischer Reaktoren, Idealreaktoren, Schaltungen von Idealreaktoren
- Mikro- und Makrovermischung in den Reaktionsapparaten, Verweilzeit, reales Verhalten
- Optimierung der spezifischen Produktleistung durch Konzentrationsführung: umsatzorientierte Optimierung, angepasste Konzentrationsführung; Stoffstromführung bei heterogenen Reaktionen
- Wärmehaushalt des Reaktors adiabatische Reaktoren, isotherme Reaktoren, polytrope Reaktoren, autotherme Betriebsweise. Verkopplung von Stoff und Wärmehaushalt.

Dies sind auch die Lehrinhalte des Gebiets chemische Reaktionstechnik in der Technischen Chemie.

## Fundamentale Größen und Modellkonstanten der chemischen Reaktionstechnik
- Stoffmenge n und Stoffmengenstrom {\displaystyle {\dot {n}}}
- Stoffmengenkonzentration c
- Molare Masse M
- Stöchiometrische Koeffizienten (stöch. Zahlen) {\displaystyle \nu _{i}} der Reaktanden i in einer chemischen Reaktionsgleichung
- Stoffmengenumsatz/Umsatzgrad U, kurz: Umsatz; siehe Umsatz (Naturwissenschaft)
- Ausbeute A (Produktmenge pro verbrauchter Menge an Ausgangsstoff)
- Selektivität S (Definition wird kaum noch benutzt. Nur bei einfachen Reaktionen sinnvoll.)
- (chemische) Reaktionsgeschwindigkeit r einer unabhängigen Einzelreaktion (Hinreaktion)
- Bruttoreaktionsgeschwindigkeit Ri des Reaktionsteilnehmers i, der an mindestens einer von mehreren gleichzeitigen Reaktionen teilnimmt (Gleichgewichtsreaktionen, Folgereaktionen, Parallelreaktionen)
- Umsatzvariable (Fortschreitungsgrad) {\displaystyle \xi }
- modifizierte Umsatzvariablen/Fortschreitungsgrade (volumenbezogen, stoffmengenbezogen, massenbezogen)
- Volumen V und Reaktionsvolumen/Reaktorvolumen VR
- Volumenstrom {\displaystyle {\dot {V}}}
- Molares Volumen Vm (Volumen pro Stoffmenge. Benötigt für Berechnung von Volumenänderungen durch Reaktion.)
- Verweilzeit {\displaystyle \tau }, Quotient von Reaktionsvolumen oder Reaktorvolumen und dem Volumenstrom durch den Reaktor (oder Behälter)
- Absolute Temperatur T
- Masse m und Massenstrom {\displaystyle {\dot {m}}}
- Dichte (Massendichte) {\displaystyle \varrho }
- Schüttdichte {\displaystyle \varrho _{S}} (z. B. die eines schüttbaren festen Katalysators der in den Reaktor eingefüllt wurde)
- Aktivierungsenergie EA und Stoßfaktor A (Modellkonstanten)
- Reaktionsordnung n und Geschwindigkeitskonstante k (Modellkonstanten)
- Reaktorleistung (Spezifische Produktleistung), Produkt-Stoffmenge oder Produktmasse pro Reaktorvolumen und pro Zeiteinheit
- Raum-Zeit-Ausbeute (engl.: space velocity), Kehrwert der Reaktorleistung
- Strömungsgeschwindigkeit v (oder w) einer (angenommenen) Pfropfenströmung im Reaktor oder Behälter
- Spezifische Wärmekapazität c eines Stoffes
- Wärmeleitfähigkeit {\displaystyle \lambda } (z. B. die eines festen Katalysators von dem die Reaktionswärme abgeführt werden muss)
- Wärmestrom {\displaystyle {\dot {Q}}} (z. B. als Heizleistung oder Kühlleistung)
- Wärmemenge Q (beispielsweise als Reaktionswärme/Reaktionsenthalpie oder Lösungswärme)
- Reaktionsenthalpie {\displaystyle \Delta H_{R}}
- Diffusionsgeschwindigkeit vD und Diffusionskoeffizient D (Modellkonstante)
- Wärmeübergangskoeffizient {\displaystyle \alpha } und Wärmedurchgangszahl k
- verschiedene dimensionslose Kennzahlen. Besonders wichtig ist die Reynoldszahl Re für Wärmeübergangsberechnungen.
- Fläche/Querschnittsfläche A (Fläche durch die ein Wärmestrom senkrecht durchtritt oder die senkrecht von einem Medium durchströmt wird)
- Reaktionsdauer t, Zeit, die man die chemische Reaktion ablaufen lässt. Entspricht im Fließbetrieb der Verweilzeit. Im Stationärbetrieb aber beliebig festlegbar.
- Länge l, Dicke s, Durchmesser d. (Reaktorlänge, Reaktorinnendurchmesser=Nennweite, Reaktorwandstärke etc.)
- energetischer Wirkungsgrad {\displaystyle \eta }
- Investitionskosten
- Amortisationsdauer
- Beladungen oder Molalität b (werden insbesondere als Ersatz für Stoffmengenkonzentrationen benutzt, wenn die Reaktion nicht volumenkonstant ist und sich daher Schwierigkeiten im Rechenweg der Bilanzierung ergeben)
- Koeffizient der Volumenänderung durch chemische Reaktion, {\displaystyle \epsilon } (für nicht-volumenkonstante Reaktionen); siehe Kinetik (Chemie)#Reaktionen bei variablem Volumen
- Porosität {\displaystyle \epsilon } (z. B. Porosität eines Katalysators)
- Spezifische Oberfläche eines festen Katalysators (Fläche pro Masse)
- Druck p (Gesamtdruck, Summendruck) und Partialdruck pi
- (einheitslose) Verhältnisgrößen (Verhältniszahlen), z. B. Stoffmengenanteil xi, Massenanteil yi, Volumenanteil {\displaystyle \varphi _{i}}
- pH-Wert und pOH-Wert (Betrag des dekadischen Logarithmus der Wasserstoffionen-Konzentration oder der Hydroxidionen-Konzentration in wässrigen Lösungen)
- Reaktionsgrad/Dissoziationsgrad {\displaystyle \alpha } für Gleichgewichtsreaktionen
- Gleichgewichtskonstante K (Großbuchstabe!) des Massenwirkungsgesetzes für Gleichgewichtsreaktionen